# Calcochloris obtusirostris
Calcochloris obtusirostris — вид ссавців родини Chrysochloridae. Він зустрічається в Мозамбіку, ПАР (Квазулу-Натал і Лімпопо) і Зімбабве. Природними місцями проживання жовто-золотистого крота є субтропічні або тропічні сухі та вологі рівнинні ліси, савани, орні землі, пасовища, плантації та сільські сади.
Підвид chrysillus зустрічається в прибережних лісах, саванах і на півночі Квазулу-наталу. Усі види Calcochloris живуть поблизу населених пунктів і процвітають у міських садах і сільській місцевості.
Calcochloris obtusirostris, швидше за все, риються біля основи дерев і створюють підземне «гніздо», у якому вони шукають їжу. Раціон в основному складається з комах, дрібних ящірок, мух та інших крихітних тварин, які мешкають під землею.

## Опис
Це один з найменших представників родини. Довжина голови й тулуба коливається від 8,2 до 11,0 см, а вага від 15 до 37 г. Як і у всіх золотистих сліпаків, тварини мають веретеноподібне тіло з вухами і хвостом, які зовні не видно. Спинне хутро складається з жорстких волосків довжиною 8–9 мм. Варіації кольору від жовтувато-оранжевого до тьмяно-червонувато-коричневого кольору викликані різною кількістю волосків із сірувато-коричневими кінчиками. Забарвлення низу коливається від жовто-оранжевого до світло-коричневого з розмитим червонувато-коричневим відтінком у темніших особин, при цьому грудка трохи темніша за живіт. На відміну від інших златокротів, підшерсток має волоски з помаранчевими основами. У міру дорослішання тварин хутро темніє і стає більш сірим. Підборіддя та горло виділяються жовтувато-білим кольором з меншою кількістю коричневого волосся на кінчиках, а смуга такого ж кольору проходить вигнуто навколо вуха на обличчі. Морда відносно тупа.